# 大伴咋
大伴 咋（おおとも の くい）は、飛鳥時代の豪族。名は噛、囓、咋子とも記される。中臣鎌足の母方の祖父。大伴金村または大伴阿被布古の子。冠位は大徳。

## 経歴
用明天皇2年（587年）丁未の乱において、阿倍人・平群神手・坂本糠手らと共に物部守屋討伐軍に参加する。
崇峻天皇4年（591年）紀男麻呂・巨勢比良夫・巨勢猿・葛城烏那羅と共に任那再建のための遠征軍の大将軍に任ぜられ、2万余の軍勢を率いて筑紫まで赴く。しかし、翌崇峻天皇5年（592年）崇峻天皇が暗殺され遠征軍の渡航は中止される。その後も、推古天皇9年（601年）3月に新羅に侵略された任那の救援を命じるために高句麗へ派遣され、6月に百済経由で帰国するなど、軍事･外交分野で活動した。
推古天皇16年（608年）小野妹子に従って来日した隋使・裴世清が朝廷で国書を提出した際に、咋は国書上奏の任にあたった。推古天皇18年（608年）新羅・任那の使人が来朝した際、蘇我豊浦蝦夷・坂本糠手・阿倍鳥と共に四大夫の一人として対応している。冠位は大徳に至る。

## 系譜
- 父：大伴金村[7]または大伴阿被布古[8]
- 母：不詳
- 生母不明の子女
  - 男子：大伴長徳（?-651）
  - 男子：大伴馬来田（?-683）[9]
  - 男子：大伴吹負（?-683）[6]
  - 女子：大伴智仙娘 - 中臣御食子室[10]
  - 男子：大伴真広[11]